# Musashimurayama
Musashimurayama (japanska: 武蔵村山市  ?, Musashimurayama-shi) är en stad i västra delen av Tokyo prefektur i Japan. Staden fick stadsrättigheter 1970.